# Kilômét vuông
Ki-lô-mét vuông, ký hiệu km², là một đơn vị đo diện tích. Trong hệ SI, diện tích của một ô vuông có cạnh chiều dài 1 km là một ki-lô-mét vuông. Kilô mét vuông là đơn vị đo thứ cấp trong hệ SI.
Một km² tương đương với:
- Diện tích của một hình vuông các cạnh có chiều dài 1 kilômét.
- 1 000 000 m²
- 100 hecta
- 0,386 102 dặm vuông (thường)
- 247.105 381 mẫu Anh

Ngược lại:
- 1 m² = 0,000 001 km²
- 1 hecta = 0,01 km²
- 1 dặm vuông = 2,589 988 km²
- 1 mẫu Anh = 0,004 047 km²